# Посадковий талон

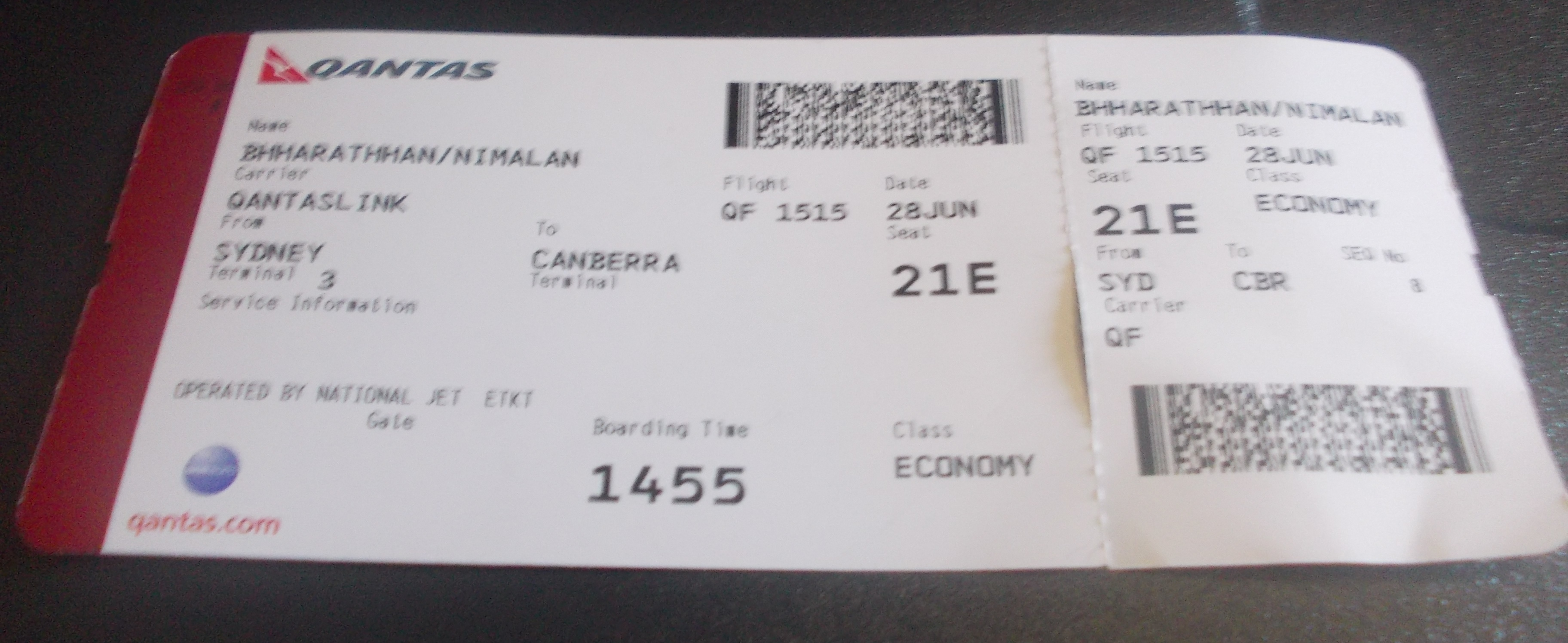
Сучасний посадковий талон АК Qantas

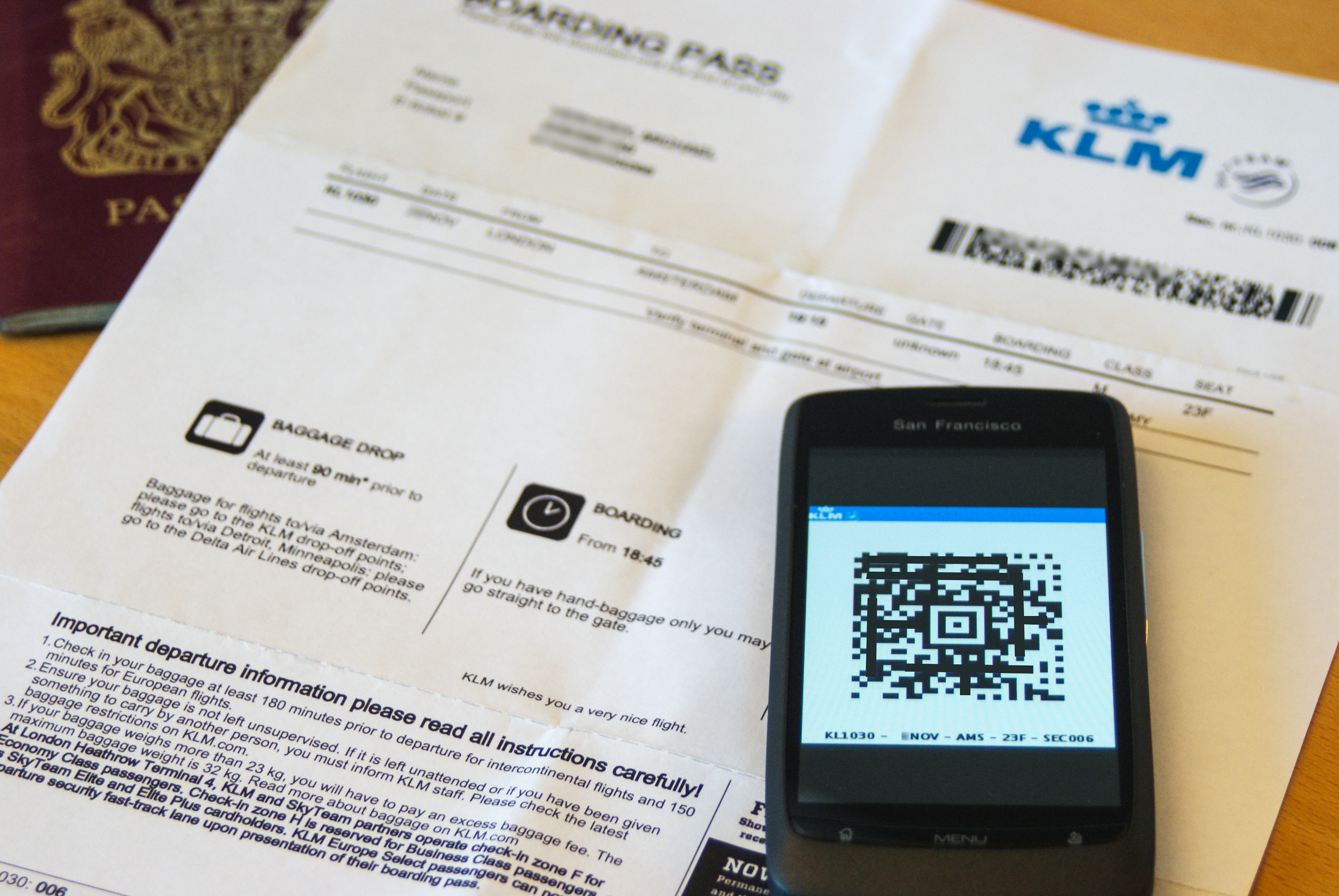
Мобільний талон та надрукований відповідник (2010)

Посадкóвий талóн (англ. boarding pass) — документ, що видається авіакомпанією під час реєстрації і надає пасажиру права доступу в чисту зону аеропорту та на посадку в повітряне судно на відповідний рейс. Він містить дані пасажира, номер рейсу, дату та час відправлення. У деяких випадках подорожуючі можуть реєструватись на рейс онлайн та видруковувати талони самостійно. Посадковий талон можуть вимагати при вході у чисту зону аеропорту.
За прийнятими правилами пасажиру з електронним квитком достатньо лише посадкового талона. Якщо останній має паперовий квиток, виданий АК, такий квиток (чи політний купон) може бути затребуваний разом з посадковим під час посадки. Для стикувальних рейсів посадковий талон потрібен для кожного сегмента подорожі (відрізнятиметься номером рейса) незалежно від того, чи на посадку поданий той самий борт чи інакший.
Паперовий посадковий талон (і квиток, при наявності), або відривні частини будь-якого з них, іноді збираються та підраховуються контролюючим персоналом при виході на посадку для здійснення перехресного обліку пасажирів, однак найчастіше нині це здійснюється електронним чином шляхом сканування (штрих-кодів чи магнітних смуг). Стандарти на штрихкоди та магнітні смуги для посадкових талонів регламентуються IATA.
Більшість аеропортів та АК мають автоматичні зчитувачі для перевірки дійсності талонів перед входом на телетрап чи виходом на посадку. Комп'ютер автоматично оновлює перелік пасажирів, що пішли на посадку, їх конкретне місце, а також зареєстрований багаж. Це прискорює процедуру при виході на відміну від паперової форми талона, однак вимагає від пасажира з паперовим квитком при реєстрації здавати квиток і отримувати оцифрований посадковий талон.